# 埃拉塞夫龙
埃拉塞夫龙，是西班牙卡斯蒂利亚-拉曼恰昆卡省的一个市镇。总面积22平方公里，总人口271人（2001年），人口密度12人/平方公里。